# USPP Albi 2008-2009
Questa voce raccoglie le informazioni riguardanti l'USPP Albi nelle competizioni ufficiali della stagione 2008-2009.

## Organigramma societario
Area direttiva
- Presidente: Patrick Legrix

Area tecnica
- Allenatore: Stéphane Simon
- Allenatore in seconda: Éric Barrière

## Rosa
| N° | Nome               | Ruolo | Data di nascita   | Nazionalità sportiva |
| -- | ------------------ | ----- | ----------------- | -------------------- |
| 1  | Desma Stovall      | P     | 15 settembre 1983 | Stati Uniti          |
| 3  | Alexandra Rochelle | L     | 14 dicembre 1983  | Francia              |
| 5  | Oriane Amalric     | P     | 11 ottobre 1990   | Francia              |
| 6  | Colette Meek       | C     | 25 luglio 1986    | Canada               |
| 7  | Tetyana Bunak      | C     | 24 maggio 1975    | Ucraina              |
| 8  | Desislava Goranova | S     | 14 settembre 1980 | Bulgaria             |
| 9  | Hélène Schleck     | S     | 13 maggio 1986    | Francia              |
| 10 | Julie Mollinger    | S     | 27 settembre 1990 | Francia              |
| 11 | Noëlle Chevigny    | C     | 3 settembre 1985  | Francia              |
| 12 | Anne Andrieux      | S     | 21 aprile 1979    | Francia              |
| 14 | Mélinda Hennaoui   | S     | 18 marzo 1990     | Algeria              |
| 16 | Viktorija Smirnova | S     | 22 novembre 1989  | Lettonia             |